# 梅薩山脈
73°11′S 162°55′E / 73.183°S 162.917°E
梅薩山脈（英語：Mesa Range）是南極洲的山脈，位於維多利亞地，處於雷尼克冰川的源頭，該冰川由新西蘭探險隊命名，現時受南極條約體系管理。